# بروميليا منشارية
بروميليا منشارية (الاسم العلمي:Bromelia serrata) هو نوع نباتي يتبع جنس البروميليا من فصيلة البروميلية.